# Kristian Nairn

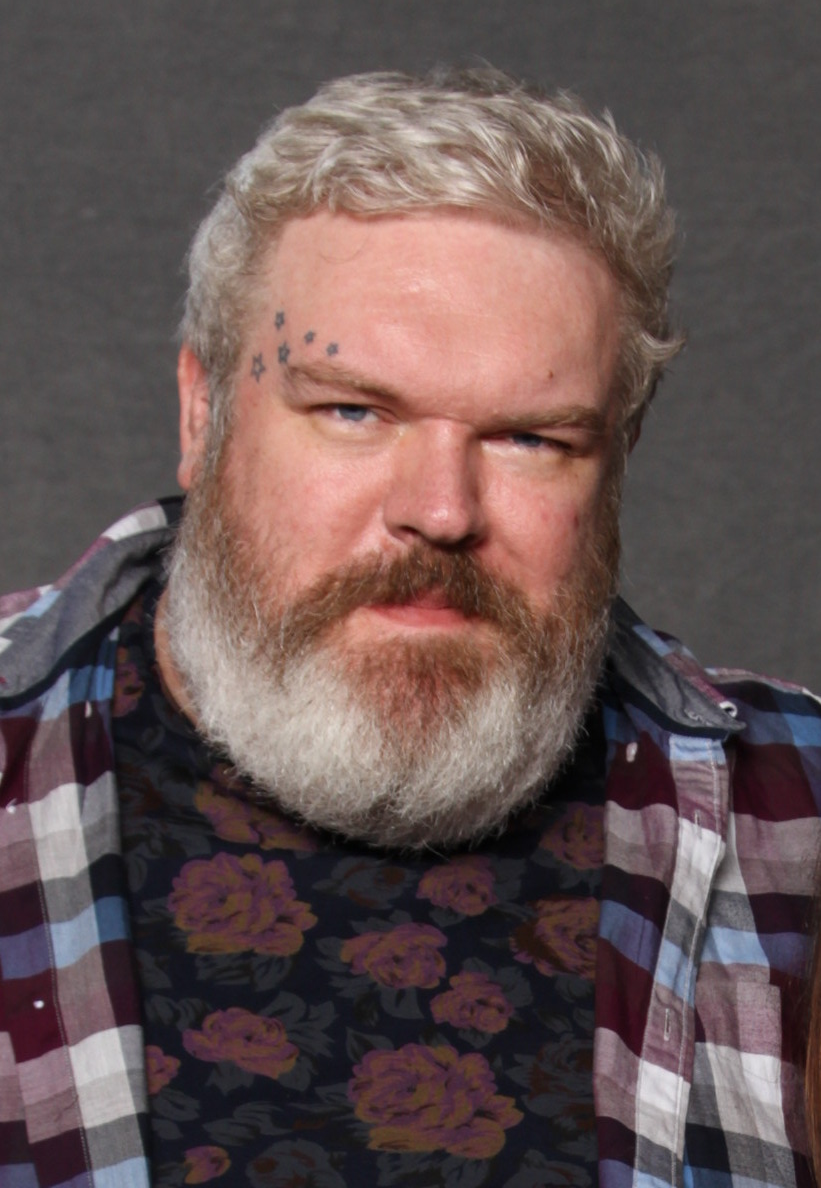
Kristian Nairn (2016)

Kristian Nairn (* 25. November 1975 in Lisburn) ist ein nordirischer Schauspieler und DJ.

## Leben
Nairn ist seit 2011 als Schauspieler tätig. In der Fernsehserie Game of Thrones spielte er die Rolle des geistig zurückgebliebenen, gutmütigen Hodor. Nairn verdiente genug, um ein Haus für seine Mutter zu kaufen.
2018 wurde bekannt gegeben, dass Kristian Nairn in einer Werbekampagne für eToro auftreten wird. Diese Kampagne wurde im Oktober 2018 auf Youtube gestartet und beinhaltete das HODL-Internet-Meme.
Er ist etwa 2,10 m groß. Im März 2014 outete er sich als homosexuell.

## Karriere als Musiker
Kristian Nairn ist von Beruf Discjockey. Er war vor allem mehr als zehn Jahre lang in Belfasts Schwulenclub The Kremlin ansässig. 2014 tourte er durch Australien, Rave of Thrones, mit musikalischen Themen und Kostümen aus der Fernsehserie Game of Thrones, die ihn berühmt machte. Ende 2017 spielte er den ersten Teil von Dimitri Vegas & Like Mikes Konzerten in Antwerpen. Er war der DJ bei der Geburtstagsfeier der BlizzCon 2016 und der Abschlussfeier der BlizzCon 2018. Nairn ist ein etablierter Gitarrist. Er hatte die Gelegenheit, während des Hellfest Festivals im Juni 2018 in Clisson, Frankreich, mit Megadeth hinter den Kulissen aufzutreten.

## Filmografie (Auswahl)
- 2011–2016: Game of Thrones (Fernsehserie, 23 Episoden)
- 2012–2013: Ripper Street (Fernsehserie, zwei Episoden)
- 2014: Treasure Trapped (Dokumentation)
- 2015: The Four Warriors – Der finale Kampf (The Four Warriors)
- 2016: Mythica: The Godslayer
- 2018: The Rookie (Fernsehserie, eine Episode)
- 2018: Knights of the Witch (The Appearance)
- 2022–2023: Our Flag Means Death (Fernsehserie, 17 Episoden)
- 2022: Goblins – Tödliche Biester (Unwelcome)